# Michel Leblond
Pour les articles homonymes, voir Leblond.
Michel Leblond est un footballeur français né le 10 mai 1932 à Reims dans la Marne et mort le 17 décembre 2009. Il a fait l'essentiel de sa carrière comme milieu de terrain au Stade de Reims. Comptant quatre sélections avec l'équipe de France, il fut notamment sélectionné pour participer à la Coupe du monde 1954 en Suisse.

## Biographie
Formé à la sortie de la Seconde Guerre mondiale dans l'équipe champenoise, il joue très vite des matches dans l'équipe première, dès 1949. Évoluant comme inter ou demi sur le flanc gauche, il devient international amateur et participe ainsi aux jeux olympiques en 1952 à Helsinki (il marque l'unique but de l'équipe de France lors du match du 15 juillet). Il devient ensuite l'un des acteurs de l'épopée des Rouges et Blancs : champion de France en 1953, il intègre l'équipe de France en 1954 et est présélectionné pour la Coupe du monde la même année. 
Les titres se succèdent ensuite avec son club : deux finales de Coupe d'Europe des clubs champions, en 1956 et 1959, trois autres titres de Champion de France (dont le dernier en 1960), ainsi qu'une Coupe de France. Il termine sa carrière au Racing Club de Strasbourg après quatre saisons de 1961 à 1964, avec à la clé une ultime Coupe, celle de la Ligue (en 1964).
Après avoir raccroché les crampons en novembre 1964 et de retour dans la région de Reims, il effectue une carrière dans la vente en étant VRP d'une grande marque d'articles de sport. Il s'est parallèlement occupé des juniors rémois pendant une dizaine d'années, et a également été l'entraîneur du club durant plusieurs mois en 1975.

## Carrière de joueur
- 1949-1961 : Stade de Reims (271 matches et 30 buts en Division 1)
- 1961-1964 : RC Strasbourg (99 matches et 3 buts en Division 1)

## Palmarès
- International amateur et olympique (participation aux jeux olympiques en 1952)
- International A (4 sélections, 1 but, de 1954 à 1957[1])
- Champion de France en 1953, 1955, 1958 et 1960 avec le Stade de Reims
- Finaliste de la Coupe d'Europe des Clubs Champions en 1956 et 1959 avec le Stade de Reims
- Vainqueur de la Coupe de France en 1958 avec le Stade de Reims
- Vainqueur de la Coupe Charles Drago en 1954 avec le Stade de Reims
- Vainqueur du Trophée des champions en 1955, 1958 et 1960 avec le Stade de Reims
- Vainqueur de la Coupe de la Ligue en 1964 avec le Racing Club de Strasbourg

## Statistiques
- 370 matches et 33 buts en championnat de France de Division 1
- 18 matchs et 4 buts en Coupe d'Europe des Clubs Champions
- 2 matchs en Coupe des villes de foires